# 乌尔兹古如玛什
乌尔兹古如玛什（约公元前17世纪早期在位）（英語：Urzigurumash）加喜特国王。卡什提里亚什一世死后继位。